# 朱兆鴻
朱兆鴻，江蘇省蘇州府元和縣人，清朝政治人物、同進士出身。
光緒六年（1880年），参加庚辰科殿試，登進士三甲第114名。同年五月，著交吏部掣签，分发各省以知县即用。